# Ośrodek Myśli Politycznej
Towarzystwo Edukacyjno-Naukowe Ośrodek Myśli Politycznej (OMP) – konserwatywny think tank – stowarzyszenie o statusie organizacji pożytku publicznego, założone w Krakowie w 1992.

## Charakterystyka
Zajmuje się działalnością edukacyjną i naukową z zakresu filozofii i myśli politycznej, historii oraz stosunków międzynarodowych. Jest również miejscem publicznej debaty o polityce polskiej, współczesnych sporach ideowych i polityce międzynarodowej. Organizuje konferencje naukowe, debaty publiczne, cykle wykładów i seminariów dla studentów, nauczycieli i uczniów szkół średnich, prowadzi badania naukowe i prace analityczne.
Wydaje serie książkowe: „Biblioteka Myśli Politycznej”, „Polskie Tradycje Intelektualne”, „Biblioteka Klasyki Polskiej Myśli Politycznej”, „Z archiwów bezpieki. Nieznane karty PRL”, „Z archiwów II wojny światowej”, „Studia i Analizy”, „Klasyka Myśli Filozoficznej”, „Tradycja i Kultura” i „Kanon Współczesnej Filozofii”. Oprócz prac współczesnych polskich i zagranicznych autorów, OMP publikuje dzieła klasyków myśli politycznej minionych stuleci (m.in. Edmunda Burke’a, Platona, św. Tomasza z Akwinu, Lorda Actona, Michała Bobrzyńskiego, Pawła Popiela, Stanisława Tarnowskiego, Mirosława Dzielskiego, Juliana Klaczki, Mariana Zdziechowskiego, Jana Ludwika Popławskiego, Zygmunta Balickiego, Adolfa Bocheńskiego, Władysława Konopczyńskiego, Józefa Szujskiego, Adama Heydla, Łukasza Górnickiego, Henryka Rzewuskiego, Hieronima Kajsiewicza, Jana Koźmiana, Stanisława Koźmiana). Seria „Biblioteka Klasyki Polskiej Myśli Politycznej” jest największym cyklem książek przypominających klasykę polskiej myśli politycznej.
OMP prowadzi także strony internetowe, na których udostępnia rezultaty swych prac. Ośrodek Myśli Politycznej współpracuje z wieloma polskimi i zagranicznymi think tankami i uczelniami.
Pierwszym prezesem OMP był prof. Ryszard Legutko, w latach 2005–2018 funkcję tę pełnił prof. Miłowit Kuniński, obecnie zaś dr Jacek Kloczkowski.
W 2004 OMP był zrzeszony w neoliberalnej europejskiej sieci think tanków Stockholm Network.
Wśród członków, autorów i współpracowników OMP są m.in.: Piotr Bajda, Monika Gabriela Bartoszewicz, Włodzimierz Bernacki, Adam Burakowski, Marek A. Cichocki, Agnieszka Drop-Walter, Dariusz Gawin, Janusz Ekes, Tomasz Gąsowski, Stanisław Górka, Rafał Habielski, Katarzyna Haremska, Michał Jaskólski, Dariusz Karłowicz, Krzysztof Kawalec, Jacek Kloczkowski, Marek Kornat, Piotr Koryś, Paweł Kowal, Zdzisław Krasnodębski, Piotr Legutko, Michał Łuczewski, Marek Magierowski, Maciej Marszał, Rafał Matyja, Filip Musiał, Zdzisław Najder, Andrzej Nowak, Dorota Pietrzyk-Reeves, Beata Polanowska-Sygulska, Czesław Porębski, Rafał Prostak, Arkady Rzegocki, Mirosław Sanek, Jan Skoczyński, Zbigniew Stawrowski, Aleksander Surdej, Krzysztof Szczerski, Bogdan Szlachta, Michał Szułdrzyński, Kazimierz M. Ujazdowski, Paweł Ukielski, Łukasz Warzecha, Andrzej Waśko, Bronisław Wildstein, Artur Wołek, Henryk Woźniakowski, Zbigniew Zalewski, Tomasz Żukowski, Przemysław Żurawski vel Grajewski, Radosław Żurawski vel Grajewski. Biorą oni udział w konferencjach i debatach publicznych OMP, piszą artykuły do książek Ośrodka, są też autorami wydawanych przez OMP monografii i wyborów esejów.

## Zarząd
- dr Jacek Kloczkowski – prezes
- dr Maciej Zakrzewski – wiceprezes
- Zbigniew Zalewski – członek zarządu
- dr hab. Filip Musiał – członek zarządu
- prof. Czesław Porębski – członek zarządu
- dr hab. Arkady Rzegocki – członek zarządu